# Harry Potter e il calice di fuoco (film)
Harry Potter e Il Calice di Fuoco (Harry Potter and the Goblet of Fire) è un film del 2005 diretto da Mike Newell.
La pellicola è l'adattamento cinematografico dell'omonimo romanzo di J. K. Rowling, ed è il quarto capitolo cinematografico della serie di Harry Potter.

## Trama
Harry Potter, nel sonno, ha una visione stranamente realistica in cui vede il custode di una villa abbandonata venire ucciso da un informe Lord Voldemort, dopo averne spiato una conversazione con Peter Minus, alias Codaliscia, fuggito poche settimane prima, e un uomo sconosciuto a cui Voldemort assegna il compito di catturare il giovane ragazzo. Invitato alla Tana dall'amico Ron Weasley, Harry assiste successivamente all'emozionante finale della Coppa del Mondo di Quidditch tra Irlanda e Bulgaria, assieme a Hermione Granger, alla famiglia Weasley, a Cedric Diggory e a suo padre Amos. Durante i festeggiamenti per i vincitori, alcuni Mangiamorte, i seguaci di Voldemort, comparsi inaspettatamente dopo un decennio di latitanza e inattività, seminano il panico. Tra di loro vi è il misterioso uomo del sogno di Harry, che lancia nel cielo il famoso e terribile simbolo del Signore Oscuro, il Marchio Nero.
Il trio fa ritorno a Hogwarts per frequentare il quarto anno di istruzione. Il nuovo professore di Difesa contro le Arti Oscure è il celebre ed eccentrico ex auror Alastor Moody (detto anche Malocchio Moody), che nel corso delle sue lezioni si dimostrerà parecchio coraggioso, severo e soprattutto anticonformista: infatti mostrerà all'intera classe le tre maledizioni senza perdono infliggendole ad un Damon diadema, tra cui l'Anatema che Uccide, l'Avada Kedavra. La scuola, inoltre, decide di reintegrare il Torneo Tremaghi, una leggendaria competizione che prevede il superamento di tre pericolose prove di abilità: gli studenti maggiorenni delle tre scuole europee di magia (Hogwarts, Durmstrang e Beauxbatons) dovranno inserire nel Calice di Fuoco il loro nome e il calice estrarrà a sorte i nomi dei tre sfidanti (uno per scuola). Viktor Krum (celebre Cercatore della squadra di Quidditch bulgara) viene selezionato per Durmstrang, Fleur Delacour per Beauxbatons e Cedric Diggory per Hogwarts, ma a sorpresa, il Calice seleziona un quarto giocatore: Harry Potter. Tutti accolgono la selezione del quarto sfidante con preoccupazione e stupore da parte degli insegnanti e con disgusto da parte degli studenti, compreso (momentaneamente) Ron.
Harry, aiutato dai consigli di Malocchio e l'aiuto di alcuni suoi amici, riesce a superare la prima prova (sconfiggere un drago, un Ungaro Spinato) e la seconda (salvare un amico dal Lago Nero infestato da Maridi). Dopo la seconda prova, però, un funzionario del Ministero della Magia, Barty Crouch, viene ritrovato morto nella foresta. Nel mentre che attende il Preside nel suo ufficio per discutere della situazione di Crouch, Harry interagisce con il Pensatoio di Silente, una fontanella nel quale poter vedere i ricordi estratti dalla mente. In uno di questi ricordi, Harry vede il processo del preside di Durmstrang, Igor Karkaroff, che, pentito per essersi unito ai Mangiamorte, rivela le identità di alcuni Mangiamorte, citando infine il nome di colui che fece impazzire a morte i genitori di Neville Paciock: il figlio di Barty Crouch, Junior (che Harry nota essere l'uomo del suo sogno).
L'ultima prova consiste nel superare un labirinto disseminato di pericolosi ostacoli magici per recuperare il trofeo, la Coppa Tremaghi, posta al centro di esso, che si rivelerà essere, a sorpresa, una Passaporta (un oggetto in grado di teletrasportare in un altro luogo la gente che lo tocca). Harry e Cedric la toccano contemporaneamente e vengono trasportati in uno spettrale cimitero, dove Harry nota essere sepolto il padre di Voldemort. Ad attenderli c'è Peter Minus, che uccide Cedric e intrappola Harry su ordine di Voldemort, rinsecchito e privo di forze. Ha così inizio il rituale di resurrezione del terribile Voldemort: Minus si taglia una mano, gettandola nel calderone, nel quale si trova anche la forma semiumana del Signore Oscuro, poi recupera le ossa del padre di Voldemort, Tom Riddle, e infine preleva del sangue da Harry con un pugnale. Voldemort risorge e, richiamati i Mangiamorte per sgridarli, affronta Harry, ma senza successo: il ragazzo viene aiutato a fuggire dagli spiriti dei suoi genitori, di Cedric e del custode, fuoriusciti dalla bacchetta di Voldemort dopo il singolare fenomeno del Prior Incantatio, dovuto ai nuclei gemelli delle due bacchette magiche (entrambe le bacchette di Voldemort e Harry sono fatte con le piume della stessa fenice). Il ragazzo riesce quindi a ritornare a Hogwarts, sempre grazie alla Passaporta, portando con sé il corpo di Cedric.
Harry comunica a tutti che Lord Voldemort è tornato. Moody cerca di farsi raccontare da Harry gli avvenimenti del cimitero, facendolo insospettire, poiché egli non aveva accennato al luogo dell'accaduto. Moody diventa sempre più nervoso e tenta di aggredire il ragazzo, ma il preside Albus Silente e i professori Minerva McGranitt e Severus Piton riescono a smascherarlo: egli non è altro che Barty Crouch Jr., il quale assumeva costantemente la Pozione Polisucco per prendere le sembianze di Alastor Moody. Era infatti stato lui a iscrivere Harry al torneo e ad aver stregato la Passaporta affinché trasportasse Harry da Voldemort. Viene infine celebrata nella Sala Grande una commemorazione funebre in onore di Cedric Diggory, prima vittima della nuova ascesa del Signore Oscuro.
Il film si conclude con il ritorno a casa delle due scuole, Durmstrang e Beauxbatons, osservato da una terrazza da Harry, Ron e Hermione.

## Produzione
Il film è stato prodotto da David Heyman e sceneggiato da Steve Kloves. La pre-produzione del quarto film si è avviata nel dicembre 2003, mentre le riprese sono incominciate il 4 marzo 2004. Il film è stato girato principalmente negli Studi Leavesden, e le riprese sono terminate a novembre 2004; il budget del film è stato di circa 150000000 $.
La band che suona durante il Ballo del Ceppo è composta da alcuni famosi musicisti come Jarvis Cocker dei Pulp, Philip Selway e Jonny Greenwood dei Radiohead. Inizialmente era prevista la partecipazione dei Franz Ferdinand, ma a causa di altri impegni la band britannica ha dovuto rinunciare. La band nel libro viene chiamata "Sorelle Stravagarie" (Weird Sisters), ma per motivi di copyright nel film è rimasta senza nome.

## Distribuzione

### Data di uscita
Il film è stato distribuito dalla Warner Bros. a partire dal 18 novembre 2005 nelle sale nel Regno Unito e negli Stati Uniti, e dal successivo 25 novembre in quelle italiane.

### Edizioni home video
Il film è stato commercializzato come DVD in Italia il 22 marzo 2006. È stato distribuito in diverse edizioni, tra cui una in disco singolo e un'altra in disco doppio. Sono state commercializzate due versioni diverse: la prima (dal nome Harry Potter e il calice di fuoco: Special Edition) e la seconda (chiamata Harry Potter e il calice di fuoco: Deluxe Edition). La seconda di queste contiene più speciali negli extra. Nel 2007 è stata distribuita anche la versione del film in alta definizione sotto forma di BD e in HD DVD.

## Accoglienza

### Incassi
Il quarto film ha ottenuto un ottimo incasso internazionale di 897099794 $; negli Stati Uniti il film ha incassato 290013036 $, mentre in Italia circa 25127756 €.

### Critica
Il film viene accolto con recensioni positive. Sul sito Rotten Tomatoes ottiene l'88% delle recensioni professionali positive. Sul sito IMDb ottiene un voto di 7.7/10 e su Metacritic raggiunge un punteggio di 81/100.

## Riconoscimenti
- 2006 - Premio Oscar
  - Nomination Migliore scenografia a Stuart Craig e Stephenie McMillan
- 2006 - Premio BAFTA
  - Migliore scenografia a Stuart Craig
  - Nomination Miglior trucco a Nick Dudman e Amanda Knight
  - Nomination Migliori effetti speciali a Jim Mitchell, Tim Alexander, Timothy Webber e John Richardson

- 2005 - Critics' Choice Movie Award
  - Nomination Miglior film per la famiglia
  - Nomination Miglior giovane interprete a Daniel Radcliffe
  - Nomination Miglior giovane interprete a Emma Watson
- 2012 - Critics' Choice Movie Award
  - Nomination Miglior film affiliante
- 2006 - Empire Award
  - Premio Speciale (Per il contributo dato al cinema Britannico)
  - Nomination Miglior film britannico
  - Nomination Miglior fantasy
- 2006 - MTV Movie Award
  - Nomination Miglior performance di gruppo a Daniel Radcliffe, Emma Watson e Rupert Grint
  - Nomination Miglior eroe a Daniel Radcliffe
  - Nomination Miglior cattivo a Ralph Fiennes
- 2005 - Satellite Award
  - Nomination Migliori costumi a Jany Termime
  - Nomination Miglior canzone (Magic Works) a Jarvis Cocker
- 2006 - Saturn Award
  - Nomination Miglior film fantasy
  - Nomination Migliore regia a Mike Newell
  - Nomination Miglior attore emergente a Daniel Radcliffe
  - Nomination Migliore sceneggiatura a Steve Kloves
  - Nomination Migliori costumi a Jany Termime
  - Nomination Miglior trucco a Nick Dudman e Amanda Knight
  - Nomination Miglior colonna sonora a Patrick Doyle
  - Nomination Migliori effetti speciali a Jim Mitchell, Tim Alexander, Timothy Webber e John Richardson
- 2006 - Premio Hugo
  - Nomination Miglior rappresentazione drammatica (forma lunga) a Mike Newell, Steve Kloves e J. K. Rowling
- 2005 - Las Vegas Film Critics Society Award
  - Miglior film per la famiglia
- 2006 - Teen Choice Awards
  - Miglior film drammatico

- 2005 - Visual Effects Society
  - Nomination Migliori effetti visivi a Jim Mitchell, Theresa Corrao, Tim Alexander e Tim Webber
  - Nomination Miglior personaggio animato (Il drago) a Steve Rawlins, Eric Wong, Robert Weaver e Steve Nichols
  - Nomination Miglior ambiente creato (Il Lago Nero) a Andy Kind, Ivan Moran, Rob Allman e Justin Martin
  - Nomination Migliori modelli e miniature (Scuola di Hogwarts) a José Granell e Nigel Stone
  - Nomination Miglior composizione (La bocca di Voldemort) a Ben Shepherd, Uel Hormann, Charley Henley e Nicolas Aithadi
- 2006 - ASCAP Award
  - Top Box Office Films a Patrick Doyle
- 2006 - Golden Trailer Awards
  - Miglior film d'animazione/per la famiglia
- 2006 - Kids' Choice Awards
  - Miglior film
- 2006 - London Critics Circle Film Awards
  - Nomination Attore britannico non protagonista a Brendan Gleeson
- 2006 - Golden Reel Award
  - Miglior montaggio sonoro in un film straniero
- 2013 - People's Choice Awards
  - Nomination Miglior saga
- 2012 - Art Directors Guild
  - Contributo alla cinematica immaginaria
- 2005 - British Society of Cinematographers
  - Nomination Miglior fotografia a Roger Pratt
- 2005 - International Film Music Critics Award
  - Miglior colonna sonora per un film fantasy/di fantascienza a Patrick Doyle
  - Nomination Colonna sonora dell'anno a Patrick Doyle
- 2006 - Kids' Choice Awards Australia
  - Nomination Miglior attrice protagonista a Emma Watson
- 2006 - NRJ Ciné Awards
  - Top of the Box Office
- 2006 - Online Film & Television Association
  - Nomination Miglior performance giovanile a Emma Watson
  - Nomination Migliori effetti visivi a Jim Mitchell, Tim Alexander, Tim Webber e John Richardson
  - Nomination Miglior sequenza dei titoli
- 2006 - World Soundtrack Awards
  - Nomination Miglior canzone originale (Magic Works)

## Altri media
È stato prodotto da EA Games un omonimo videogioco ispirato alla storia del film e del libro, distribuito l'11 novembre 2005 e disponibile per PC, PS2, PSP, Xbox e Nintendo DS.